# Hervé Houdant
Georges EO